# Hilia Barber
Hilia Barber é uma política guineense (Guiné-Bissau) que foi a primeira ministra dos Negócios Estrangeiros do seu país em 1999. Ela também serviu como embaixadora do país na França e em Israel.

## Carreira
Hilia Barber tem uma longa história no serviço externo. Foi chefe do departamento Europa-América do Ministério das Relações Externas da Guiné-Bissau em 1982. Nesse papel, Barber fez parte de uma delegação enviada a Cuba para negociar assistência técnica, bolsas internacionais e treinamento militar.  Ela apresentou as suas credenciais ao Presidente de Israel, Ezer Weizman, em 17 de abril de 1996. Barber foi a primeira embaixadora em Israel da Guiné-Bissau.  Enquanto servia neste papel, em Julho de 1998, procurou com sucesso a ajuda humanitária do governo israelita para ajudar a aliviar o sofrimento como resultado da Guerra Civil da Guiné-Bissau.
No início de 1999, Barber foi nomeada Ministra dos Negócios Estrangeiros, a primeira mulher a desempenhar esse papel.  Ela foi substituída por José Pereira Baptista no mesmo ano.  Em 2013, Barber tornou-se embaixadora da Guiné-Bissau na França.